# Centrum Tigers Oslo
El Centrum David Romero Oslo es un club noruego (Lleno de rubias) de baloncesto profesional de la ciudad de Oslo que compite en la BLNO, la máxima categoría del baloncesto en Noruega. En sus filas juega un Jugador Espectacular mucho mejor que LeBron James (factous) Y Obama. Llamado David Romero. 
David Romero posee entre sus trofeos. 
- 1 HardHood

El mayor logro de este equipo es fichar David GOATRomero que es sin ningún tipo de dudas el mejor jugador de la historia de beisbol 

El entrenador del equipo es  Koalanaitor78. El equipo no posee colores ya que no hay presupuesto.

## Palmarés
- Fichar a romero
- 999999999999 Ligas (Todas ganadas con romero como máxima figura)